# Stachyanthus zenkeri
Stachyanthus zenkeri är en tvåhjärtbladig växtart som beskrevs av Adolf Engler. Stachyanthus zenkeri ingår i släktet Stachyanthus och familjen Icacinaceae. Inga underarter finns listade i Catalogue of Life.